# Абылкасымов, Бабаш Абылкасымович
Бабаш Абылкасымович Абылкасымов (2 ноября 1931, село Тущыкудык, Исатайский район, Атырауская область — 30 июля 2022, Алматы) — казахский учёный в области лингвистики, языковед, тюрколог, доктор филологических наук, профессор. Академик Академии естественных наук Казахстана.

## Биография
Родился 2 ноября 1931 года в селе Тущикудук (бывшее Дуаберген) Исатайского района Атырауской области. По национальности казах. Происходит из рода Адай Тоқтамыс (Жезбике) племени Адай, Младший жуз.
В 1947 году окончил десять классов средней школы.
С 1949 по 1953 год учился в Уральском педагогическом институте. На втором курсе был выдвинут на получение сталинской стипендии, которую получал в течение последующих трёх лет. Окончил институт с отличием, получив красный диплом.
После окончания института по распределению вернулся в Атыраускую область, где был назначен директором средней школы. Однако на этой должности проработал лишь 19 дней. Затем был вызван в Обком, где ему сообщили о назначении на должность инструктора отдела школ. Здесь проработал почти шесть лет: сначала в должности инструктора отдела школ, а затем был повышен до заведующего сектором пропаганды.
В 1958 году был направлен в Атырауский педагогический институт на должность проректора и секретаря партийной организации, где проработал три с половиной года. Помимо административной работы, в течение трёх лет преподавал казахский язык.
С 1961 по 1964 год учился в аспирантуре Института языкознания АН Казахской ССР. 
В 1964 году защитил кандидатскую диссертацию. Научным руководителем кандидатской диссертации был академик Академии наук Киргизской ССР видный учёный-тюрколог Игорь Алексеевич Батманов. После защиты диссертации остался работать младшим научным сотрудником в этом же институте. 
В 1983 году защитил докторскую диссертацию. Для написания докторской диссертации ездил в Ташкент, Оренбург, Ленинград и Казань, где искал неизученные документы. Результатом этих исследований стала книга «Казахский литературный язык второй половины XIX века», в которой он привел примеры различных стилей литературного языка и сравнил их особенности. Эта работа послужила основой для докторской диссертации, которую защитил после публикации книги.
Скончался 30 июля 2022 года.

## Трудовая деятельность
1. 1953—1958 — директор общеобразовательной школы им. Амангельды Новобогатского района Атырауской области, инструктор Гурьевского обкома партии, заведующий сектором
2. 1958—1961 — проректор Атырауского педагогического института
3. 1964—1967 — младший научный сотрудник Института языкознания АН Казахской ССР
4. 1967—1975 — ученый секретарь Института языкознания АН Казахской ССР
5. 1975—1987 — ведущий научный сотрудник Института языкознания АН Казахской ССР
6. 1987—1991 — заместитель директора по научной работе Института языкознания АН Казахской ССР
7. 1991—1998 — заведующий кафедрой тюркологии и истории казахского языка Института языкознания им. А. Байтурсынова
8. С 1998 — старший научный сотрудник Института языкознания им. А. Байтурсынова

## Научная деятельность
Автор около 300 научно-популярных статей и 11 монографий. Подготовил 16 кандидатов наук, 2 доктора наук.
Он — один из составителей большого «Казахско-русского словаря» и один из руководителей этого труда, был членом редколлегии. Он также являлся членом редколлегии «Словаря казахского языка», изданного в 2000 году. Он являлся автором нескольких выпусков «Русско-казахского собеседника» (1981, 1988, 1992).
Первые исследования учёного начались с изучения языка газеты «Дала Уалаяты» (1888—1902), издававшейся в Омске в 80-х годах XIX века, а затем соединились с газетой «Туркестан Уалаяты» (1870—1883.), изданный в Ташкенте. Так, в результате сравнительного исследования языка таких газет, была издана монография «Язык первых казахстанских газет».
1. Монография «Казахский литературный язык второй половины XIX века» (1982)
2. Монография «Письменные варианты казахского литературного языка XVIII—XIX веков» (1988)
3. Монография «Казахский литературный язык XX века» (2000)
4. Монография "Әбілғазы ханның «Түркі шежіресі» (2001)
5. Монография "Әбілғазы ханның «Түркі шежіресі» (2-е издание 2006)
6. Монография «Казахский литературный язык второй половины XIX века» (2007)
7. Учебный пособия «История казахского литературного языка» (2010, соавтор)
8. Электронный учебник «История казахского литературного языка» (2011)
9. Монография «Тюркологические исследования по истории казахского языка» (2011, соавтор)
10. Монография Древнеказахский письменный литературный язык (2016)
11. Партнерство в науке (2016) и др.

## Награды и звания
1. Доктор филологических наук (1983)
2. Профессор (1994)
3. Академик Академии естественных наук Казахстана
4. Медаль «В ознаменование 100-летия со дня рождения Владимира Ильича Ленина» (1970)
5. Почетная грамота Академии наук Казахской ССР (1971)
6. Победитель социалистического соревновани (1972)
7. «Отличник просвещения Казахской ССР» (1981)
8. Медаль «Ветеран труда» (1990)
9. «Почетный гражданин Исатайского района» (2007)
10. Премия имени Чокана Валиханова
11. Медаль «За трудовое отличие» (2015)

## Семья
Отец занимал различные должности в государственных учреждениях, в том числе являлся председателем правления колхоза «Жанатурмыс». Мать не имела образования и занималась ведением домашнего хозяйства.